# آزمایشگاه فضایی

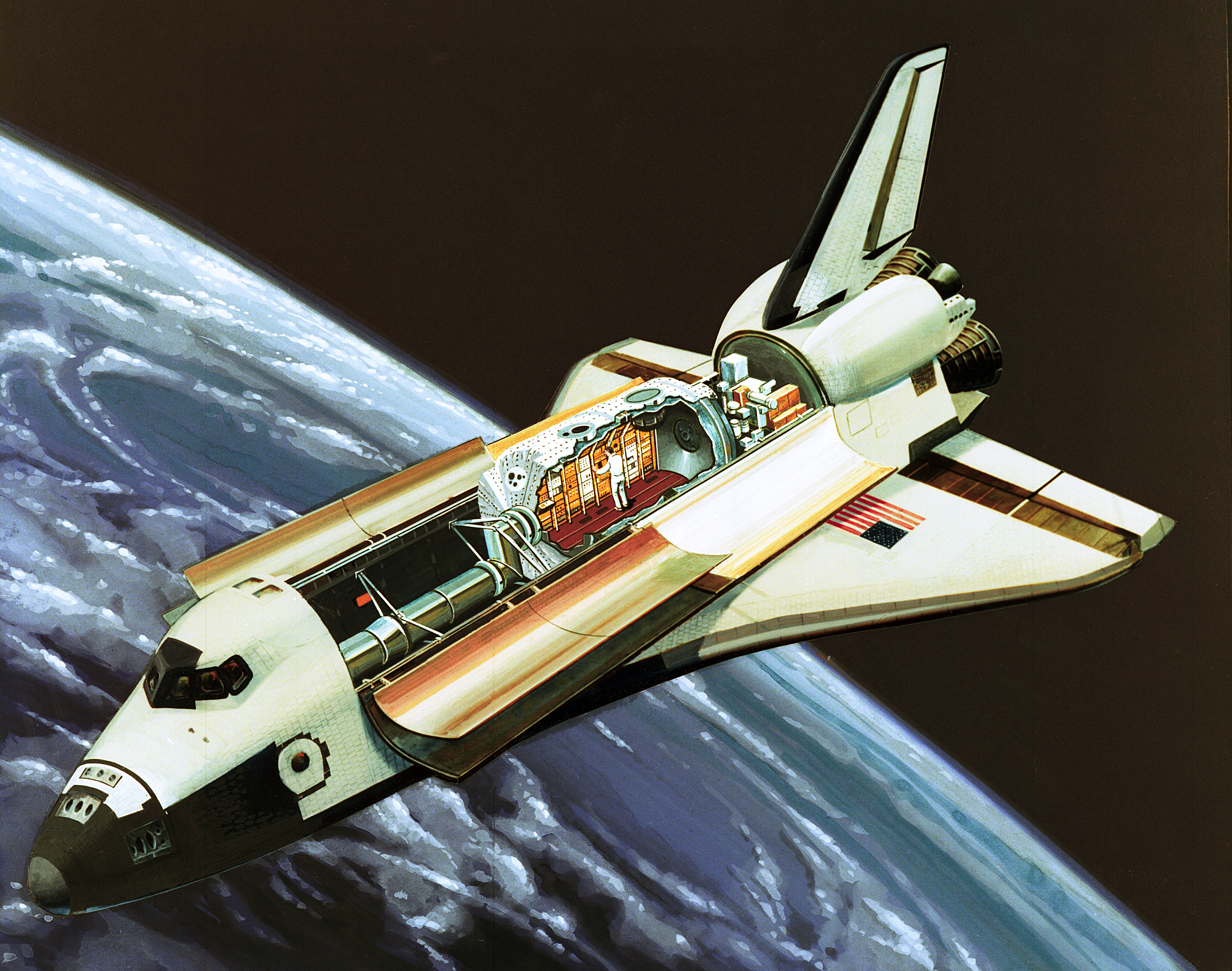
تصویر مفهومی آزمایشگاه فضایی، با اجزای تشکیل دهنده داخلی

آزمایشگاه‌های فضایی آزمایشگاه‌های بودند که توسط شاتل‌های فضایی حمل می‌شدند و قابل استفاده مجدد بودند. آزمایشگاه از اجزای گوناگون تشکیل شده‌اند، مانند دستگاه‌های تنظیم فشار و… و سخت‌افزارهای مرتبت به محموله‌های که در هر مأموریت در شاتل وجود داشت.
اجزای هر محموله فضایی طوری چیده شده بود که در هر سفر فضایی به راحتی با آن‌ها دسترسی آسان داشت.
اجزای آزمایشگاه فضایی در مأموریت ۲۲ شاتل‌ها در بیین نوامبر ۱۹۸۳ و آوریل ۱۹۸۸ به مدار زمین فرستاده شد. این آزمایشگاه فضایی به محققان و دانشمندان اجازه می‌داد که تحقیقات و آزمایش‌های خود را در مدار زمین در شرایط بی وزنی انجام دهند.

## زمینه

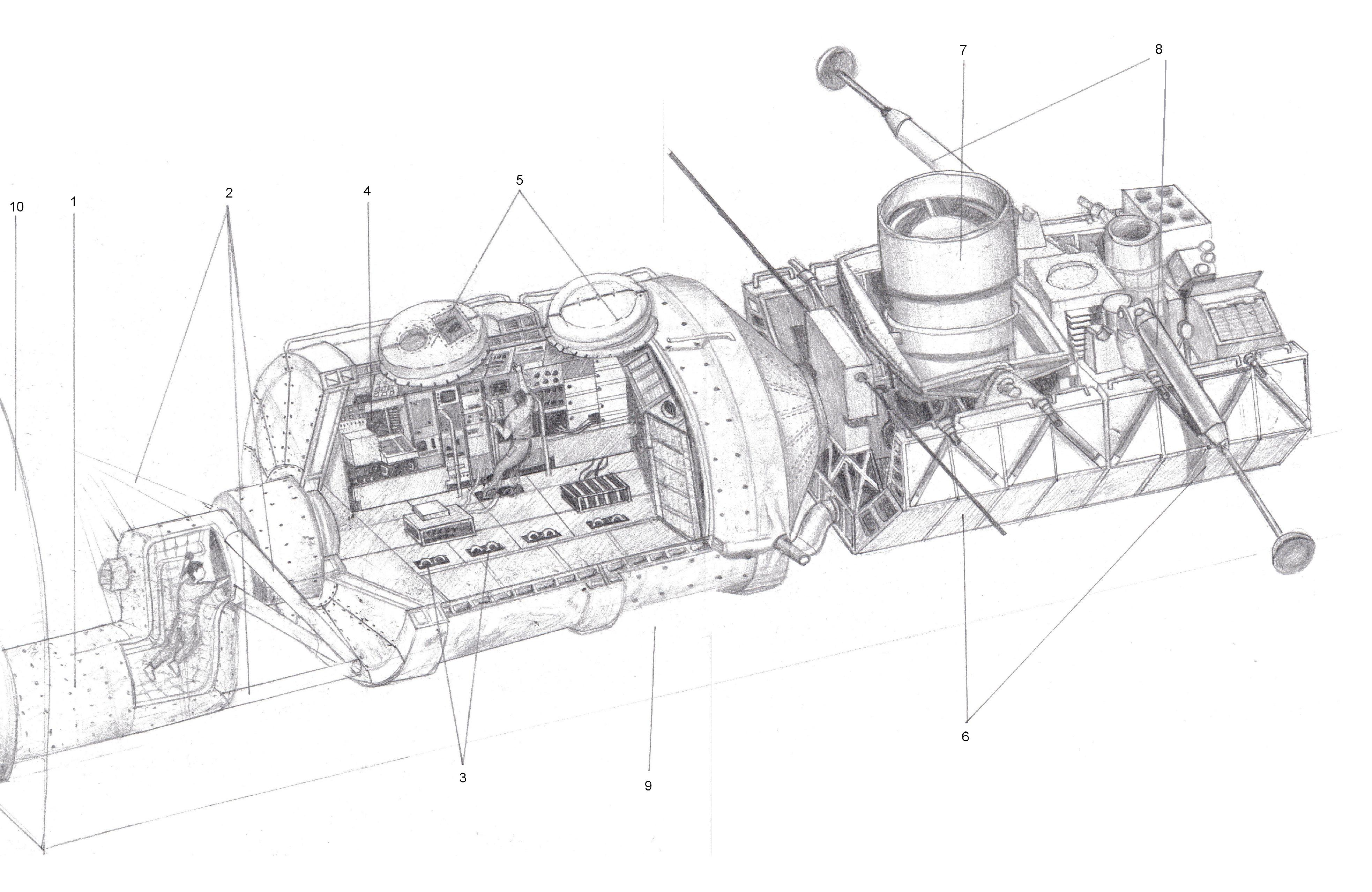
Spacelab layout showing tunnel, pressurized Module and Pallet

در اوت ۱۹۷۳ NASA و Espro (در حال حاضر ساز مان فضایی اروپا (European Space Agancy) (ESA) باهم تفاهم نامه‌ای را امضا کردند برای ساختن آزمایشگاه‌های فضایی تحقیقاتی برای استفاده در سفرهای فضایی شاتل.
شروع ساختن آزمایشگاه فضایی در سال ۱۹۷۴توسط ERNO شروع شد (زیرگروه VFW - FokkerGMBH و بعد ادغام شد با MBB با نام MMB/ERNO و بعد از سال ۲۰۰۳ توسط EADS SPACE Transportation). اولین قطعات و اجزای تولید شده از جمله ماژول آزمایشگاه، LM۱ به رایگان تحویل ناسا داده شد توسط ESA در عوض شانس پرواز فضا نوردان اروپایی گرفته شد. دومین مدل، LM۲ خریده شد توسط ناسا برای استفاده خصوصی از ERNO.

## اجزا
به علاوه برای اجزای آزمایشگاه که شامل پنج پالت خارجی برای آزمایش خلأ ساخته شد توسط(British Aerospace (ABe. و یک اتاق تحت فشار که شامل زیر سیستم‌های مورد نیاز برای پالتی که فقط برای ماموریت‌های آزمایشی.
۸ پرواز آزمایشی لازم بود برای فهمیدن مشکلات و رفع آن‌ها.

### قابلیت مسکونی

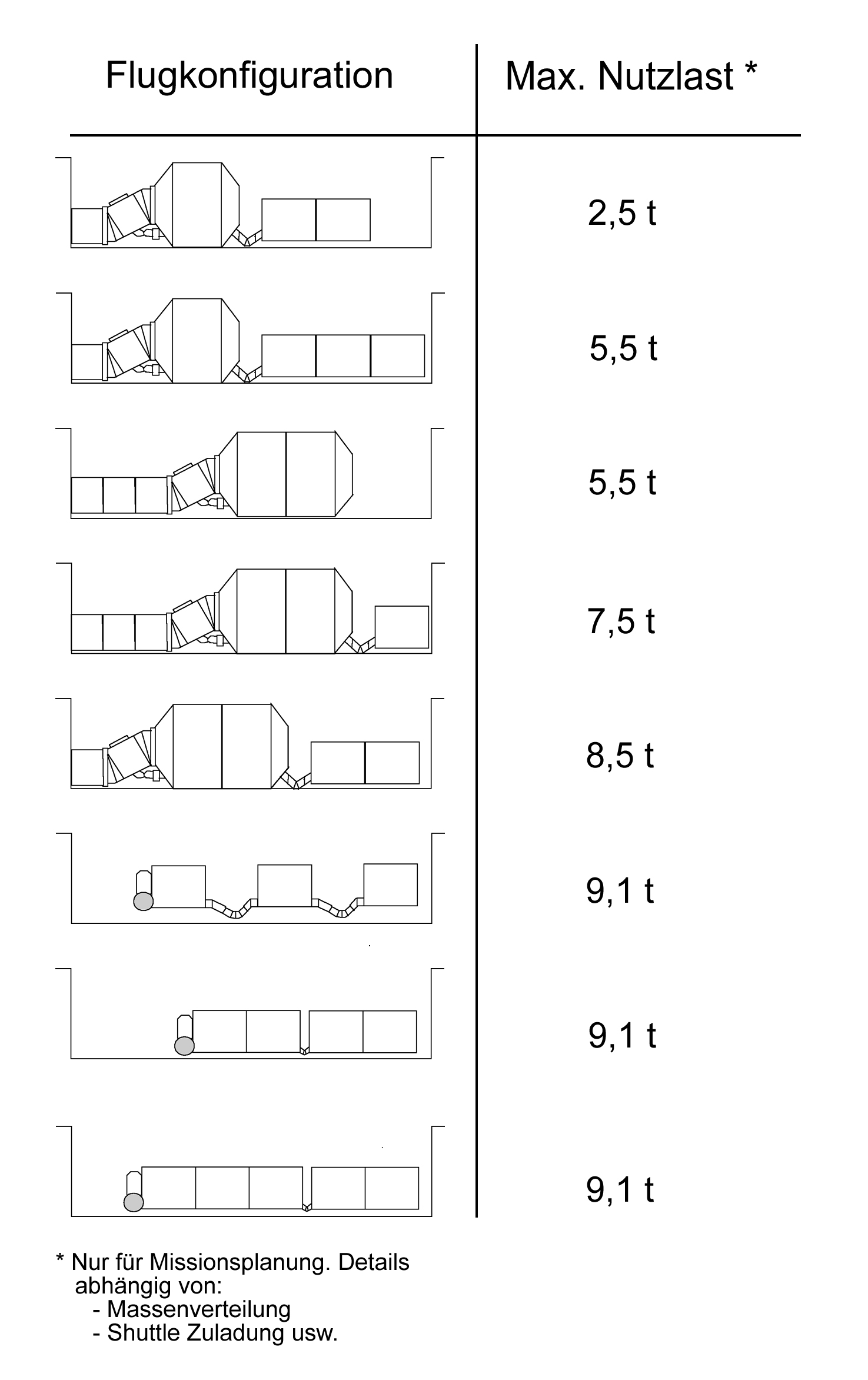
Spacelab flight configurations

### اجزای دیگر

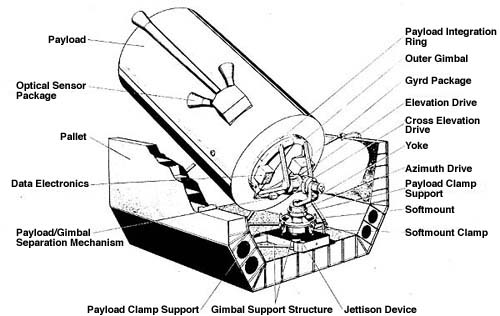
Instrument Pointing System (IPS)

## ماموریت‌های آزمایشگاه فضایی

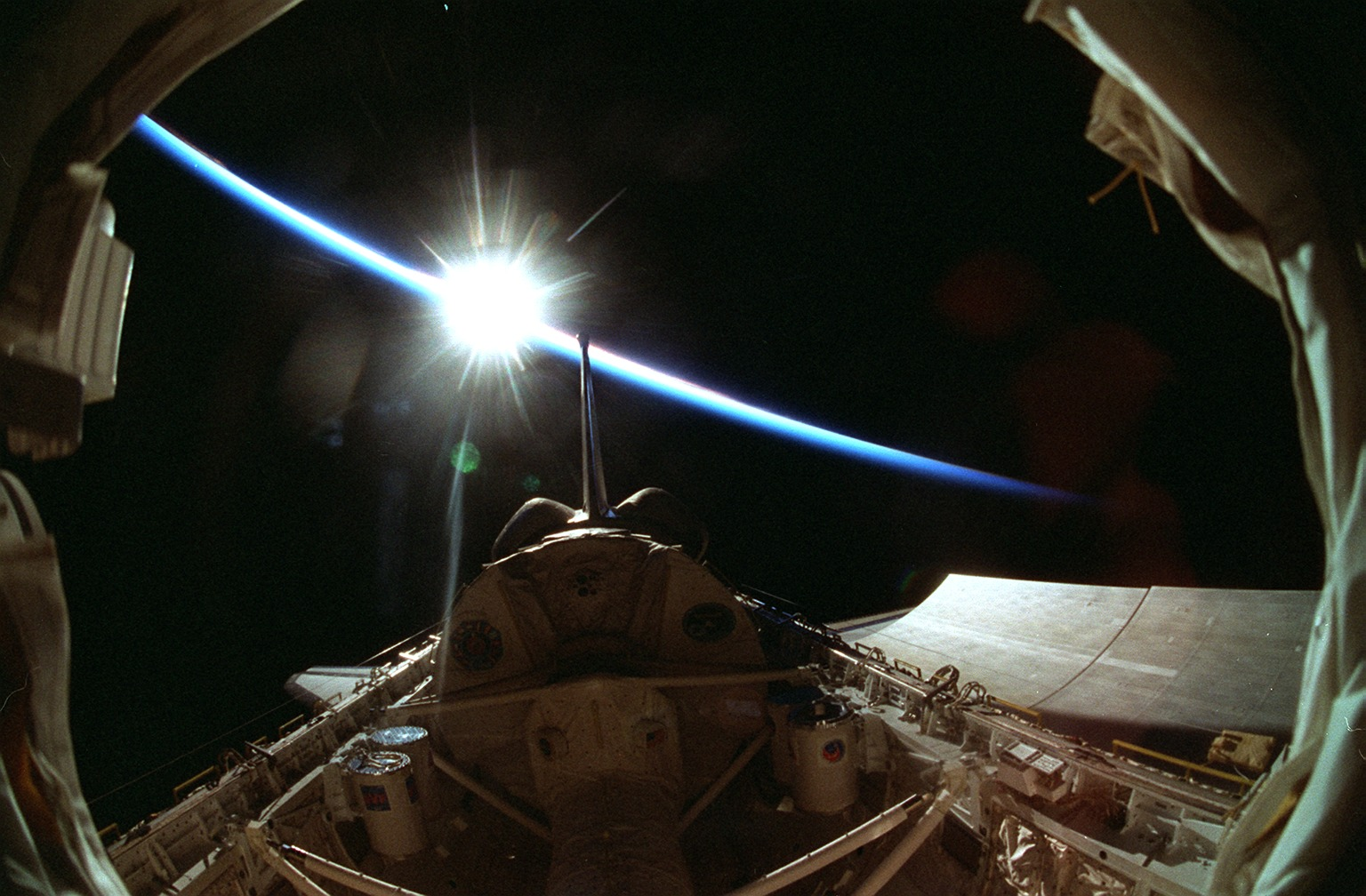
Spacelab in payload bay during اس‌تی‌اس-۹۰.

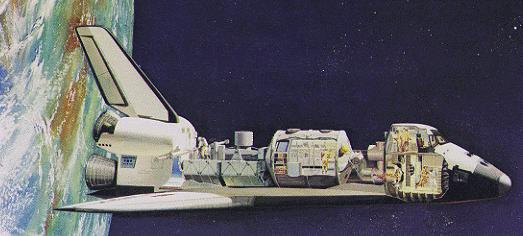
Illustrated cutaway of orbiter and lab

| نام مأموریت  | شاتل فضایی | تاریخ پرتاب     | نام ماموریت آزمایشگاه فضایی | Pressurized module | Unpressurized modules          |
| ------------ | ---------- | --------------- | --------------------------- | ------------------ | ------------------------------ |
| STS-۲        | Columbia   | ۱۲ نوامبر ۱۹۸۱  | OSTA-۱                      |                    | ۱ Pallet                       |
| STS-۳        | Columbia   | ۲۲ مارس ۱۹۸۲    | OSS-۱                       |                    | ۱ Pallet                       |
| STS-۹        | Columbia   | ۲۸ نوامبر ۱۹۸۳  | Spacelab 1                  | Module LM1         | 1 Pallet                       |
| اس‌تی‌اس-۴۱-جی | Challenger | ۵ اکتبر ۱۹۸۴    | OSTA-۳                      |                    | Pallet                         |
| اس‌تی‌اس-۵۱-بی | Challenger | ۲۹ آوریل ۱۹۸۵   | Spacelab 3                  | Module LM1         | MPESS                          |
| اس‌تی‌اس-۵۱-اف | Challenger | ۲۹ ژوئیه ۱۹۸۵   | Spacelab 2                  | Igloo              | 3 Pallets + IPS                |
| اس‌تی‌اس-۶۱-ای | Challenger | ۳۰ اکتبر ۱۹۸۵   | Spacelab D1                 | Module LM2         | MPESS                          |
| STS-۳۵       | Columbia   | ۲ دسامبر ۱۹۹۰   | ASTRO-۱                     | Igloo              | 2 Pallets + IPS                |
| STS-۴۰       | Columbia   | ۵ ژوئن ۱۹۹۱     | SLS-۱                       | Module LM1         |                                |
| STS-۴۲       | Discovery  | ۲۲ ژانویه ۱۹۹۲  | IML-۱                       | Module LM2         |                                |
| STS-۴۵       | Atlantis   | ۲۴ مارس ۱۹۹۲    | ATLAS-۱                     | Igloo              | 2 Pallets                      |
| STS-۵۰       | Columbia   | ۲۵ ژوئن ۱۹۹۲    | USML-۱                      | Module LM1         | EDO                            |
| STS-۴۶       | Atlantis   | ۳۱ ژوئیه ۱۹۹۲   |                             |                    | ۱ Pallet                       |
| STS-۴7 (J)   | Endeavour  | ۱۲ سپتامبر ۱۹۹۲ | Spacelab-J                  | Module LM2         |                                |
| STS-۵۶       | Discovery  | ۸ آوریل ۱۹۹۳    | ATLAS-۲                     | Igloo              | 1 Pallet                       |
| STS-۵5 (D2)  | Columbia   | ۲۶ آوریل ۱۹۹۳   | Spacelab D2                 | Module LM1         | Unique Support Structure (USS) |
| STS-۵۸       | Columbia   | ۱۸ اکتبر ۱۹۹۳   | SLS-۲                       | Module LM2         | EDO                            |
| STS-۵۹       | Endeavour  | ۹ آوریل ۱۹۹۴    | SRL-۱                       |                    | ۱ Pallet                       |
| STS-۶۵       | Columbia   | ۸ ژوئیه ۱۹۹۴    | IML-۲                       | Module LM1         | EDO                            |
| STS-۶۴       | Discovery  | ۹ سپتامبر ۱۹۹۴  | LITE                        |                    | 1 Pallet                       |
| STS-۶۸       | Endeavour  | ۳۰ سپتامبر ۱۹۹۴ | SRL-۲                       |                    | ۱ Pallet                       |
| STS-۶۶       | Atlantis   | ۳ نوامبر ۱۹۹۴   | ATLAS-۳                     | Igloo              | 1 Pallet                       |
| STS-۶۷       | Endeavour  | ۲ مارس ۱۹۹۵     | ASTRO-۲                     | Igloo              | 2 Pallets + EDO                |
| STS-۷۱       | Atlantis   | ۲۷ ژوئن ۱۹۹۵    | Spacelab-Mir                | Module LM2         |                                |
| STS-۷۳       | Columbia   | ۲۰ اکتبر ۱۹۹۵   | USML-۲                      | Module LM1         | EDO                            |
| STS-۷۵       | Columbia   | ۲۲ فوریه ۱۹۹۶   |                             |                    | Pallet                         |
| STS-۷۸       | Columbia   | ۲۰ ژوئن ۱۹۹۶    | LMS                         | Module LM2         | EDO                            |
| STS-۸۲       | Discovery  | ۲۱ فوریه ۱۹۹۷   |                             |                    | Pallet                         |
| STS-۸۳       | Columbia   | ۴ آوریل ۱۹۹۷    | MSL-۱                       | Module LM1         | EDO                            |
| STS-۹۴       | Columbia   | ۱ ژوئیه ۱۹۹۷    | MSL-1R                      | Module LM1         | EDO                            |
| STS-۹۰       | Columbia   | ۱۷ آوریل ۱۹۹۸   | Neurolab                    | Module LM2         | EDO                            |
| STS-۹۹       | Endeavour  | ۱۱ فوریه ۲۰۰۰   | SRTM                        |                    | Pallet                         |

### ماموریت‌های دیگر
- اس‌تی‌اس-۹۲, October 2000, PMA-3, (دیسکاوری)
- اس‌تی‌اس-۱۰۸, December 2001, Lightweight Mission Peculiar Support Structure Carrier (LMC) (اندور)
- اس‌تی‌اس-۱۲۳, March 2008, Pallet (اندور), Dextre

### ماموریت‌های لغو شده
Spacelab-5, Spacelab-۴ و دیگر بر نامه هی مأموریتی ایستگاه فضایی لغو شد در طی توسعه‌های اخی شاتل‌ها و حادثه چلنجر.

## میراث

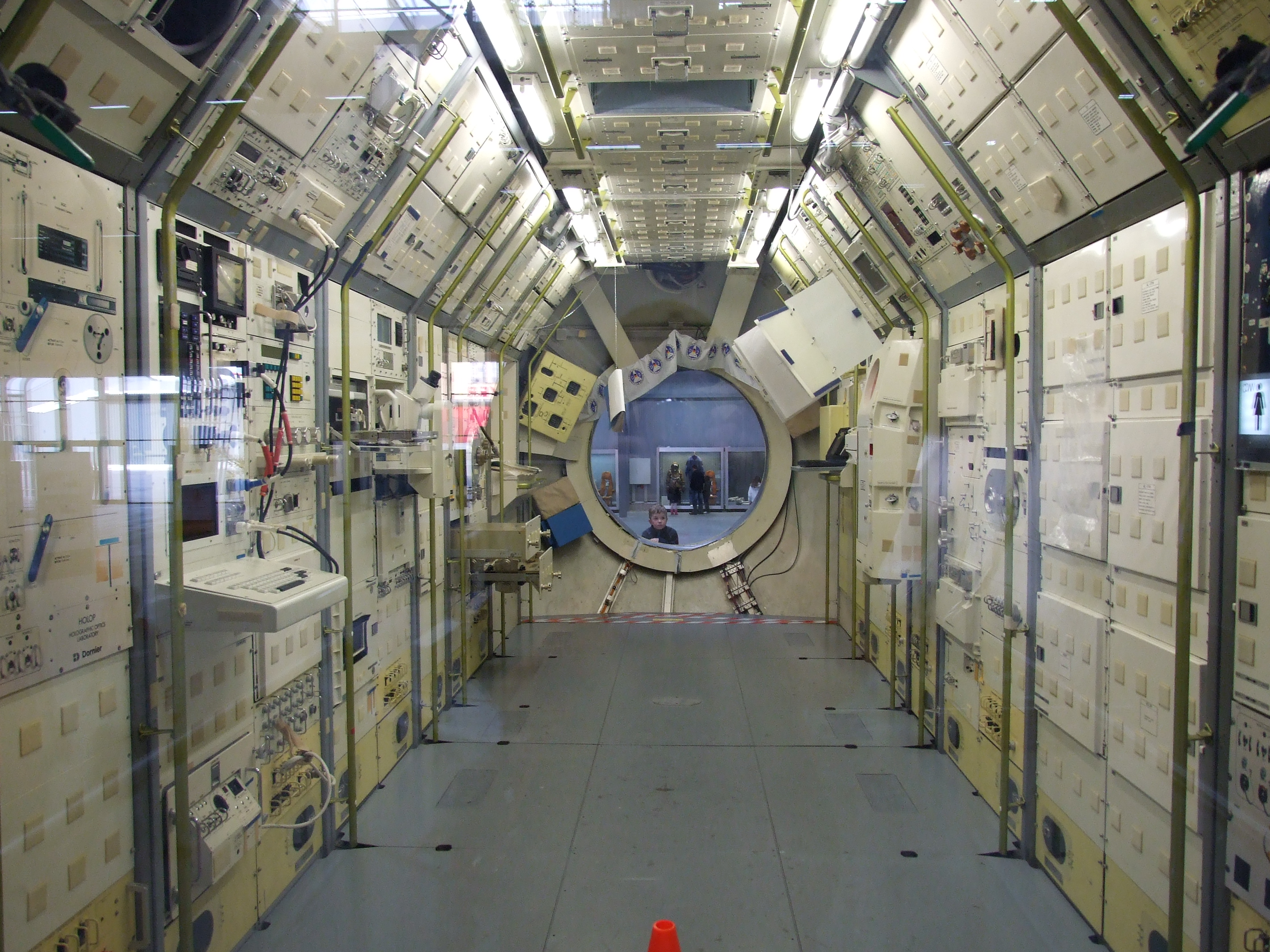
Spacelab LM2 in Bremen, Germany (2008)

آزمایشگاه فضایی در حال حاضر به حیات خود در قالب‌های ATV و cygns سفینه‌های فضایی ادامه می‌دهد، و همچون برای انتقال دهنده داده‌های ایستگاه بین‌المللی فضایی و مبدل‌های همچون Columbus, Harmony, Tranquility در ایست گاه بین‌المللی فضایی نیز از اجزای آن استفاده می‌شد.